# Погань (фільм)
«Погань» — кінофільм режисера Тома Вона, що вийшов на екрани в 2010 році.

## Зміст
Мормони свято вірять у Святе Письмо. Але, коли 15-річна Рейчел заявила, що вагітна від святого духу, їй чомусь не повірили. Взагалі, у її викладі, це сталося при прослуховуванні електронного пристрою під назвою "магнітофон", з піснею, яка захопила її душу з тісних рамок мормонських правил. З чисто фізичної сторони, можна сказати, що вона завагітніла від електрики. Принаймні, Рейчел у це твердо вірила. У пошуках батька своєї дитини, вона попрямувала у найближче місто - Лас-Вегас. Там електрики було - хоч відбавляй. Її це не лякало, адже вона виховувалася на Біблії. А у цій книзі про людей все написано.

## Ролі
| Актор             | Роль |
| ----------------- | ---- |
| Шеллі Карлін-Блек | -    |
| Алекс Дорман      | -    |
| Марі Е. Фергюсон  | -    |
| Калеб Джордж      | -    |
| Майра Леаль       | -    |
| Метт Ласк         | -    |
| Кевін Паркер      | -    |
| Сара Прікріл      | -    |
| Селеста Робертс   | -    |
| Крейг Вельцбахер  | -    |

## Знімальна група
- Режисер — Том Вон
- Сценарист — Том Вон, Крісті Добкін
- Продюсер — Доллі Холл, Кріс Уеттуіллер, Кортні Вульфе
- Композитор — Остін Уінторі